# Departamento de Bellas Artes de Tailandia
El Departamento de Bellas Artes (en tailandés: กรมศิลปากร, romanizado: Krom Sinlapakon) es un departamento gubernamental de Tailandia, dependiente del Ministerio de Cultura. Su misión es gestión del patrimonio cultural del país.

## Historia
El departamento fue creado originalmente por el rey Vajiravudh en 1912, escindido de la Oficina de Asuntos Religiosos del Palacio, y se ocupaba principalmente de proteger los monumentos budistas. En 1926, durante el reinado de Prajadhipok, el departamento se fusionó en la Royal Society, junto con el Departamento de Museos y el Departamento de Arqueología, consolidando así varios organismos relacionados con el patrimonio cultural. En 1933, tras la abolición de la monarquía absoluta, la sección arqueológica de la Real Sociedad se escindió y restableció como Departamento de Bellas Artes, dependiente del Ministerio de Educación (entonces conocido como Ministerio de Instrucción Pública). Pasó a formar parte del Ministerio de Cultura desde 1952 hasta 1957 (cuando se disolvió el ministerio), y de nuevo en 2002, cuando se restableció el ministerio.

## Funciones
El Departamento de Bellas Artes es responsable del estudio y la gestión de los yacimientos y objetos arqueológicos, así como del funcionamiento de los museos nacionales del país, lo que hace en el marco legal de la Ley de Monumentos Antiguos, Antigüedades, Objetos de Arte y Museos Nacionales, B.E. 2504 (1961). También se ocupa del patrimonio cultural inmaterial, la literatura y los archivos históricos. Entre sus oficinas se encuentran los Archivos Nacionales y la Biblioteca Nacional. Su presupuesto para el año fiscal de 2023 es de 3.185,000 millones de bahts equivalente al 17,09 % de los GDPs. 

## Organización
El Departamento de Bellas Artes se compone de las siguientes divisiones:
- Oficina de la Secretaría
- División de Arqueología
- División de Arqueología Subacuática [5]
- Centro de Tecnología de la Información sobre Arte y Cultura
- Oficina de Artes Escénicas
- Oficina de Artes Tradicionales
- Oficina de Museos Nacionales
- Oficina de Literatura e Historia
- Oficina de Arquitectura
- Archivos Nacionales de Tailandia|Oficina de los Archivos Nacionales
- Oficina de la Biblioteca Nacional
- Doce Oficinas Regionales